# フェリーきょうと2
フェリーきょうとIIは、名門大洋フェリーが運航していたフェリー。大阪南港と新門司港を結ぶ航路に就航した。

## 概要
1989年に就航したフェリーきょうと の代船として建造された。先代と同様に運輸施設整備事業団との共有建造である。
「人と環境にやさしい次世代フェリー」をコンセプトに、CO2排出量を従来と比べ19%削減し運行支援システムで燃費削減を図っており、また船内は「旅のやすらぎ」をキーワードにオリエント急行の内装を手掛けたイギリスのダグディルマネジメント&デザイン社に内装デザインを依頼し、多目的トイレ、エレベーターを設置するなどバリアフリー対応となっている。
2005年には、右舷船首に2等洋室と1等洋室を増設するなど改造を受けている。
2015年に船名の数字表記をアラビア数字からローマ数字に変更。
2022年1月13日の大阪南港発便をもって引退、その後韓国の韓一高速に売却され「Hanil Carferry No.1」として済州島航路に就航。

## 船内設備
7F
- 特別室（ロイヤル）
- 特等室（デラックス）

6F
- 一等洋室（ファースト）
- 一等和室（ファースト和）
- 二等洋室（ツーリスト）
- 展望ストリート

5F
- 二等洋室（ツーリスト）
- 二等室（エコノミー）
- 案内所
- 売店
- エントランスホール
- ラウンジ
- 展望レストラン
- 展望浴室（大浴場）
- シャワールーム
- スモーキングルーム
- ゲームコーナー
- 自販機コーナー
- セーフティボックス・コインロッカー

## 事故・インシデント

### 旅客船フェリーきょうと2岸壁釣人負傷事件
2007年5月13日、本船の新門司港の専用岸壁から5号岸壁への港内移動の際に、5号岸壁で釣りをしていた家族連れの幼児が、係留索とビットの間に両足首を挟まれ、左足首開放骨折などの重傷を負う事故が発生した。5号岸壁は公共埠頭で一般人の出入りが制限されておらず、家族連れは陸上作業員の指示に従って作業中は待避していたが、係留策の張り合わせ完了前に陸上作業員は次の作業のために移動した。父親が状況の確認のため岸壁に近づいたところ、それを追った幼児が係留索の環状になった端部の内側へ踏み入った。作業に当たっていた二等航海士が船首方を注視しており、船尾方の安全確認が不十分なまま、幼児に気付かず係留索の巻き取りを指示したため、幼児は係留索とビットの間に挟まれ受傷した。事故後、再発防止策として係留作業が完全に終了するまで陸上作業員に警戒に当たらせるなど改善処置がとられた。